# 63ª Legione CC.NN. d'Assalto "Tagliamento"
La 63ª Legione CC.NN. d'Assalto "Tagliamento" è stata un'unità militare del Regno d'Italia operativa tra il 1941 e il 1943. Fu costituita dai battaglioni LXIII Btg. CC.NN. "Udine" e LXXIX Btg. CC.NN. "Reggio Emilia" della Milizia Volontaria per la Sicurezza Nazionale (MVSN). Entrambi i battaglioni nel corso della guerra sul fronte orientale furono promossi a Battaglioni M.
Dopo l'8 settembre 1943 divenne la 1ª Legione d'Assalto "M" "Tagliamento" della Guardia Nazionale Repubblicana.

## Storia
La 63ª Legione d'Assalto CC.NN. "Tagliamento" fu mobilitata nel febbraio 1941 e fu costituita dal battaglione d'assalto LXIII di Udine al comando di Ermacora Zuliani, dal battaglione d'assalto LXXIX di Reggio Emilia al comando di Alberto Patrocini e la compagnia mitraglieri di Piacenza al comando di Zanotti. Avrebbe dovuto essere inquadrata nella 16ª Divisione fanteria "Pistoia". Fu successivamente trasformata in Legione autocarrata e aggregata al CSIR in formazione.
Era composta da 1.191 fra ufficiali e Camicie Nere, da 284 fra ufficiali e soldati del Regio Esercito e da 133 autieri. Fu comandata da Niccolò Nicchiarelli, Domenico Mittica, Mario Rosmino e Antonio Galardo. La legione fu successivamente promossa sul campo ad unità scelta "Emme" e il labaro decorato di Medaglia d'Oro e di Medaglia d'Argento sul campo.
Tra il 9 e il 10 agosto 1941 i cinque treni che trasportavano la Legione passarono il confine del Brennero e il 23 dello stesso mese, in una sola colonna, aveva inizio il suo trasferimento per via ordinaria (a piedi) da Trușești (Romania) a Perwomajsk, dove il 27 la 63ª era messa alle dipendenze della Divisione di Fanteria autotrasportabile "Torino".
Il 9 settembre la Legione sostituiva il Reggimento "Lancieri di Novara" nel compito di difendere un tratto della sponda occidentale (destra) del Dnepr, passando alle dipendenze tattiche della 3ª Divisione celere "Principe Amedeo Duca d'Aosta" avendo il suo battesimo del fuoco nella battaglia di Petrikowka svoltasi tra il 27 e il 30 settembre 1941. Successivamente parteciperà a tutte le maggiori operazioni delle truppe italiane operanti sul fronte russo fra cui la celebre "battaglia di Natale" combattuta fra il 25 e 31 dicembre 1941.
Per dare un'idea dello sforzo fornito dalla legione riportiamo le cifre delle perdite subite dal 9 settembre 1941 al 31 gennaio 1942: 126 caduti (7 ufficiali), 262 feriti spedalizzati (12 ufficiali), 97 feriti curati presso la Legione (9 ufficiali), 379 congelati (11 ufficiali) e 95 dispersi (5 ufficiali). La percentuale delle perdite rapportata alla forza della Legione presente all'atto del passaggio del confine al Brennero, in sei mesi di operazioni era stata del 65 per cento (44 ufficiali e 915 legionari e soldati).
Nel corso dei successivi mesi invernali la Legione "Tagliamento" non ebbe più occasione di essere impegnata in combattimento. Essa rimase in secondo scaglione, dislocata nel settore della 3ª Divisione Celere, dipendendo per l'impiego da quel comando. Alla metà d'aprile, l'arrivo della Legione croata determinò la assegnazione di questo reparto alla 3ª Divisione Celere in sostituzione della «Tagliamento», che venne concentrata a Makejewka perché vi si riordinasse. Il problema del ripianamento delle fortissime perdite subite dalla Legione si poneva in quello più vasto dell'ampliamento della forza spedizionaria italiana al fronte orientale. Durante i primi mesi del 1942 era stato deciso che il C.S.I.R., avente costituzione e forze di un corpo d'armata, venisse affiancato da altri due corpi d'armata (II e Alpino) nella costituzione dell'8ª Armata. La deliberazione comportò modifiche organiche allo stesso C.S.I.R. non soltanto con la trasformazione della 3ª Divisione Celere in unità interamente motorizzata (con l'acquisto del 6º Reggimento bersaglieri e del 120º Reggimento Artiglieria Motorizzato) e con il passaggio delle unità a cavallo (Reggimenti "Savoia", "Lancieri di Novara" ed "Artiglieria a cavallo") in un omogeneo raggruppamento direttamente dipendente dal comando del Corpo d'Armata, ma pure con provvedimenti che riguardavano le unità di CC.NN. Il C.S.I.R., divenuto XXXV Corpo d'Armata, avrebbe inquadrato, tra le proprie unità suppletive non indivisionate, un Raggruppamento di 6 Battaglioni di CC.NN., ripartiti fra due gruppi di Battaglioni, ciascuno di due Battaglioni di assaltatori e di un Battaglione Armi di Accompagnamento. La Legione "Tagliamento", conservando l'antico nome, si sarebbe trasformata in Gruppo "Tagliamento", costituito sempre dalle stesse unità. Il Gruppo "Montebello" sarebbe poi giunto dall'Italia. L'uno e l'altro avrebbero costituito il Raggruppamento «3 gennaio». In quello stesso periodo di tempo fu anche avvicendato nel comando della "Tagliamento" il Console Niccolò Nicchiarelli, sostituito dal Console Domenico Mittica.
Nel 1943 combatte contro l'Armata Rossa sul Dnepr e, a seguito della seconda battaglia difensiva del Don, sono pochi i reduci che riescono a fare ritorno in Italia. La mattina del 26 agosto il Gruppo "Tagliamento", ridotto ad una forza complessiva di 14 ufficiali e 420 CC.NN., schierato sui costoni a nord-ovest di Gorbatowo, riceveva l'ordine di spostarsi a nord-est della stessa località per presidiare la q. 228, sulla dorsale fra le valli Kriuscha e Zuzkan. Ma la località, contrariamente alle previsioni, risultava essere già occupata dal nemico. Al Gruppo restava comunque affidata la difesa di un fronte di 15 km e ad essa provvedeva con occupazione nucleare collegata, nei suoi elementi fissi, da pattuglie mobili con armi automatiche. Il 2 settembre tutto il Gruppo «Tagliamento» veniva ritirato dalla linea ed era trasferito in riserva divisionale.

## 1ª Legione d'Assalto "M" "Tagliamento"

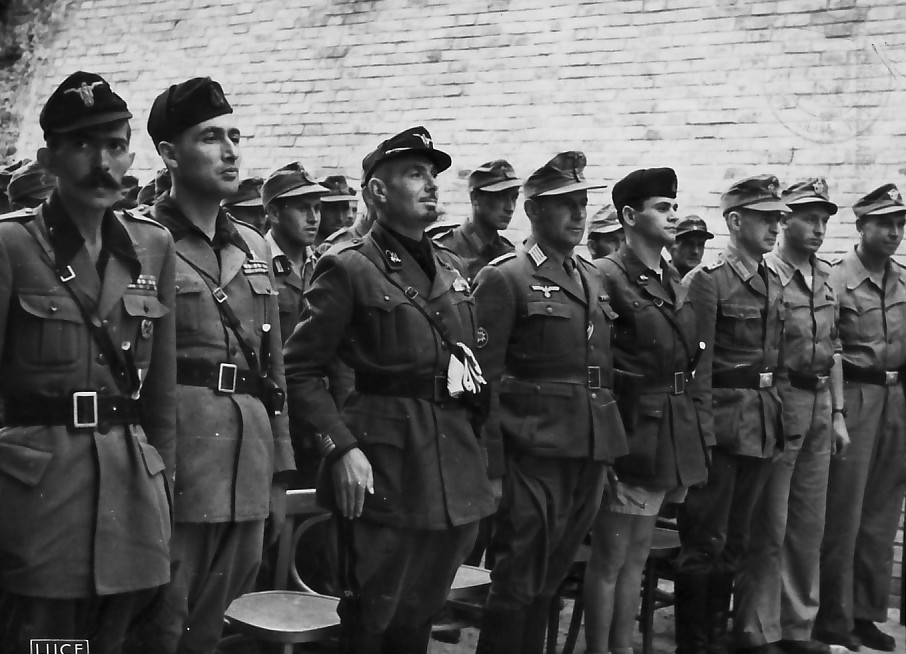
Ufficiali della Tagliamento nel 1944 insieme ad ufficiali nazisti. Merico Zuccari è il terzo da sinistra.

Mussolini con militi del Battaglione Tagliamento

Dopo l'Armistizio di Cassibile, prima ancora che fosse costituita la Repubblica sociale italiana, il 63º Battaglione (composto perlopiù da uomini provenienti dall'Italia centrale e dalle regioni del Nord-Est), assieme ad altri reparti, entra a far parte della 2. Fallschirmjäger-Division e i suoi componenti avevano pronunciato il giuramento militare tedesco. Con la costituzione della Repubblica Sociale Italiana assume la denominazione di 1ª Legione d'Assalto "M" Tagliamento, inquadrata nell'ambito della Guardia Nazionale Repubblicana in regime di collaborazione con le truppe di occupazione della Germania nazista. Ne assumerà il comando Merìco Zuccàri con il grado di 1° Seniore (tenente colonnello). La Legione "Tagliamento", dapprima impiegata sulle montagne appenniniche in operazioni di rastrellamento degli ex prigionieri angloamericani fuggiti dai campi di concentramento, alla fine di novembre viene destinata in provincia di Brescia e il 19 dicembre 1943 nel Vercellese. Qui, fin dai primi giorni, tramite l'affissione di bandi, minaccia la fucilazione di dieci ostaggi per ogni uccisione di militi della RSI o di soldati tedeschi: la minaccia viene attuata la prima volta a Borgosesia il 22 dicembre, a seguito dell'uccisione il giorno precedente di due militi della Legione.

Minaccia di fucilare tutto il paese di Borgosesia scritta dai militi della Legione Tagliamento

 Il 17 maggio un reparto da "Tagliamento", comandato dal capitano Guido Alimonda, catturò e massacrò un intero reparto partigiano in quello che passò alla storia come l'eccidio di Mottalciata. La legione rimane nel Vercellese-Biellese fino a tutto il maggio 1944, dopo di che viene spostata sull'Appennino tosco-marchigiano, operando tra la provincia di Arezzo e quella di Pesaro, per coadiuvare lo schieramento tedesco in quel tratto di Linea Gotica. Nella circostanza emergono frizioni con i comandi tedeschi nella conduzione della repressione antipartigiana e anche con le organizzazioni di lavoro coatto (Todt e Organizzazione Paladino) nella ricerca dei renitenti alla leva repubblichina.
Di lì nel settembre 1944 la Tagliamento si disloca nell'alto Trevigiano, sul confine con l'alto Vicentino, dove verso la fine del mese opera con le forze naziste la più feroce repressione antipartigiana in particolare nella zona del Monte Grappa. Quasi 500 sono le vittime di questo massiccio e prolungato rastrellamento, e pressoché altrettanti i catturati poi inviati nei campi di concentramento tedeschi. Contemporanea è l'azione dimostrativa operata a Bassano del Grappa, dove 31 partigiani o supposti tali vengono impiccati agli alberi dei bastioni nord della città. In ottobre la Legione si sposta fra le province di Bergamo e di Brescia, presidiando per l'intero autunno-inverno le valli Camonica e di Scalve. In questi luoghi attua una fortissima repressione: emblematico è l'episodio dell'incendio di Corti, frazione del comune di Costa Volpino che viene data alle fiamme per rappresaglia. Nel 1945 si trova a combattere le Battaglie del Mortirolo e a condurre azioni contro la resistenza vicentina.

## C.R.O.W.C.A.S.S.
I nomi dei seguenti 4 appartenenti al 63. Battaglione Tagliamento figurano nell'elenco CROWCASS (Central Registry of War Criminals and Security Suspects) (1947) compilato dagli Alleati anglo-americani delle persone ricercate dal Regno Unito e dalla Jugoslavia per presunti crimini di guerra:
(Name) FABRI  - (C.R. File Number) 198164 - (Rank, Occupation, Unit, Place and Date of Crime) Capt., Coy.-Commander of the 63. Tagliamento-Bn., Varallo, Prov. Vercelli, 15.4.44  - (Reason Wanted)  Murder - (Wanted by) Yugo.
INTREGGIALAGLI Antonio - 300679 - Chaplain, 63 Tagliamento Bn., Varallo, Province of Vercelli (It.) 15.4.44 - Murder - U.K..
VENTORINI - 300657 - Capt., 63 Tagliamento-Bn., Varallo Prov. Vercelli (It.) 15.4.44 - Murder - U.K.
ZUCCARI -  300660 - Col., Commander of 63 Tagliamento Btty., Varollo Prov. Vercelli (It.), 15.4.44 - Murder - U.K.